# 응씨배 세계 바둑 선수권 대회
응씨배 세계 바둑 선수권 대회(중국어: 應氏杯世界職業圍棋錦標賽) 또는 잉창치배(중국어: 應昌期杯)는 세계적인 바둑 기전이다. 4년마다 개최하여 바둑 올림픽이라고 부른다.

## 개요
- 창설: 중화민국 출신의 바둑 애호가이자 대만으로 건너간 재벌인 잉창치[1]가 1988년에 총 상금규모 100만 달러의 상금을 내걸고 창설하였다.
- 대국규칙: 일반적인 바둑 룰과는 달리, 잉씨룰로 진행된다. 계가 방식의 '집(戶)'이 아닌 '점(點)'으로 표현 및 전만법을 가득 메운다. 덤은 흑이 6집 반을 공제하지 않고, 흑이 8점(한국식 7집 반)을 공제한다.
- 대국규정 : 제한시간 각자 3시간, 각자 시간 초과시 벌점 2점(2집) 공제 후 20분 추가, 두 번째까지 시간 추가 가능(최대 4점(4집) 공제), 세 번째 시간 초과시 시간패
- 한국의 유명 바둑 기사인 조훈현, 서봉수, 유창혁, 이창호, 최철한, 신진서 등이 우승한 바 있다.

## 역대 우승자
| 회차 | 연도      | 우승             | 전적 | 준우승             | 4강               | 4강                |
| ---- | --------- | ---------------- | ---- | ------------------ | ----------------- | ------------------ |
| 1회  | 1988-1989 | 조훈현 九단      | 3-2  | 녜웨이핑 九단      | 린하이펑 九단     | 후지사와 슈코 九단 |
| 2회  | 1992-1993 | 서봉수 九단      | 3-2  | 오타케 히데오 九단 | 루이나이웨이 九단 | 조치훈 九단        |
| 3회  | 1996      | 유창혁 九단      | 3-1  | 요다 노리모토 九단 | 린하이펑 九단     | 조치훈 九단        |
| 4회  | 2000-2001 | 이창호 九단      | 3-1  | 창하오 九단        | 위빈 九단         | 왕밍완 九단        |
| 5회  | 2004-2005 | 창하오 九단      | 3-1  | 최철한 九단        | 펑취안 七단       | 송태곤 八단        |
| 6회  | 2008-2009 | 최철한 九단      | 3-1  | 이창호 九단        | 류싱 七단         | 이세돌 九단        |
| 7회  | 2012-2013 | 판팅위 九단      | 3-1  | 박정환 九단        | 이창호 九단       | 셰허 九단          |
| 8회  | 2016      | 탕웨이싱 九단    | 3-2  | 박정환 九단        | 이세돌 九단       | 스웨 九단          |
| 9회  | 2020-2023 | 신진서 九단      | 2-0  | 셰커 九단          | 자오천위 九단     | 이치리키 료 九단   |
| 10회 | 2024      | 이치리키 료 九단 | 3-0  | 셰커 九단          | 커제 九단         | 쉬하오훙 九단      |

1. ↑  아들로 2019년 4월에 별세한 잉밍하오 였다.